# Jack Zander
Arthur Jack Zander (Kalamazoo, 3 maggio 1908 – Pound Ridge, 17 dicembre 2007) è stato un animatore e regista statunitense. La sua carriera durò dall'età d'oro dell'animazione cinematografica fino agli anni ottanta.

## Biografia
Nato a Kalamazoo, in Michigan, Zander iniziò la sua carriera dirigendo il corto The Mechanical Cow (1937) per la Terrytoons. In seguito, fino al 1943, partecipò all'animazione di svariati cortometraggi per la Harman-Ising e per lo studio di animazione della Metro-Goldwyn-Mayer. Tra questi vi furono anche i primi undici corti della serie Tom & Jerry.
Dopo essere stato produttore esecutivo del corto A Nose (1966), nel 1970 formò la Zander's Animation Parlour a New York, dove produsse spot pubblicitari per AT&T, Nick Jr., Kraft Foods, Arm & Hammer, Pepsi, America's Health Network (dove creò quello che in seguito diventò BrainPop), One Saturday Morning e altri, fino al suo ritiro. Nel 1972 Zander diresse "Popeye Meets the Man Who Hated Laughter", un episodio della serie The ABC Saturday Superstar Movie. Nel 1980 produsse e diresse il film TV Gnomes, che venne nominato a un Premio Emmy. Nel 1984 Zander creò "Tippi Turtle", un personaggio antipatico che si divertiva a fare scherzi, per tre segmenti animati del Saturday Night Live. Quell'anno Zander vinse il Motion Picture Screen Cartoonists Award, mentre agli Annie Awards del 1993 vinse il Winsor McCay Award alla carriera. Zander morì nella sua casa di New York il 17 dicembre 2007, a 99 anni.